# Ruellia nobilis
Ruellia nobilis är en akantusväxtart som först beskrevs av Moore, och fick sitt nu gällande namn av Gustav Lindau. Ruellia nobilis ingår i släktet Ruellia och familjen akantusväxter. Inga underarter finns listade i Catalogue of Life.